# منطق مقاومة - ترانزستور
منطق مقاومة ترانزستور (الإنجليزية (Resistor–transistor logic (RTL)
 هو أحد عوائل الدوائر الرقمية المبنية من مقاحل ثنائية الوصلة (م ث أ - BJT)،  وهو أيضا استخدم في بناء البوابات المنطقية  (AND، على سبيل المثال) وجاء بعده بوابات أخرى مثل منطق ثنائي-ترانزستور(diode–transistor logic DTL) منطق ترانزستور ترانزستور (Transistor Transistor -TTL logic) دائرة المنطق كانت تبنى قبل اخراع الترازيستر باستخدام المكونات الاكترونية مثل المقاومة والمكثف. ولكن في عام 1961 خرج إلى النور أول عائلة منطقية بستخدام الترازيستور ومن ثم بدأت عملية تصنيع الدوائر المتكاملة التي  استخدم في تصنيع الحاسب ابولوا الذي بدء في تصنيعه في عام 1961 وانتهى في عام 1966

## العملية

### عاكس منطق الترانزسيتر
ترانزستور ثنائي القطب هو ابسط البوابة المنطقية حيث يمكن عمل منه دائرة النفي NOT وهو عبارة عن توصيل الترانزستور ذي الباعث المشترك ويوضع الجهد كهربائي على  مدخل  القاعدة. كما يعتبر مخرج مرتفع 1 عندما يكون فرق الجهد على القاعدة اقل من 0.7 ويكون مخرج منخفض 0 عندما يكون فرق الجهد الداخل يكفي لتحويل الترانسيستر إلى وضع المشبع.
الهدف من الجامع لتحويل التيار إلى جهد كهرابائي ويتم اختيار المقاومة كبيرة كفاية حتى تدخل التراتنسيتر في وضع الإشباع وصغيرة كفاية لتحسين الانتشار Fan-out.

Schematic of a one-transistor RTL NOR gate.

### عمل البوابة المنطقية NOR باستخدام ترانزستور واحد (منطق مقاوم ترانزستور)
وضع مقاومتين أو أكثر على القاعدة  (R3 وR4) بدلا من واحد، يصبح  منطق مقاوم ترانزستور (RTL) ذو مدخللين  بوابة اختيار سالبة NOR ذات مدخلين (انظر الشكل على اليسار). أو العملية  المنطقية أو (OR) تتم عن طريق تطبيق على التوالي اثنين من العمليات الحسابية (الإضافة والمقارنة ).

دائرة الكهربائية لمنطق مقاومة ترانزيستور بستخدام أكثر من ترانزيستور واحد used to build the Apollo Guidance Computer في

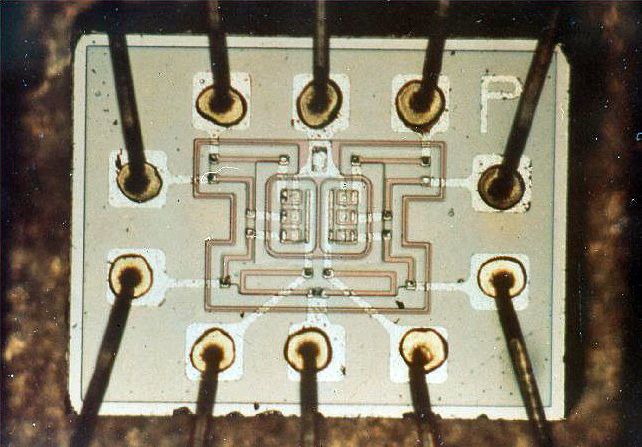
Photograph of the dual NOR gate chip used to build the Apollo Guidance Computer

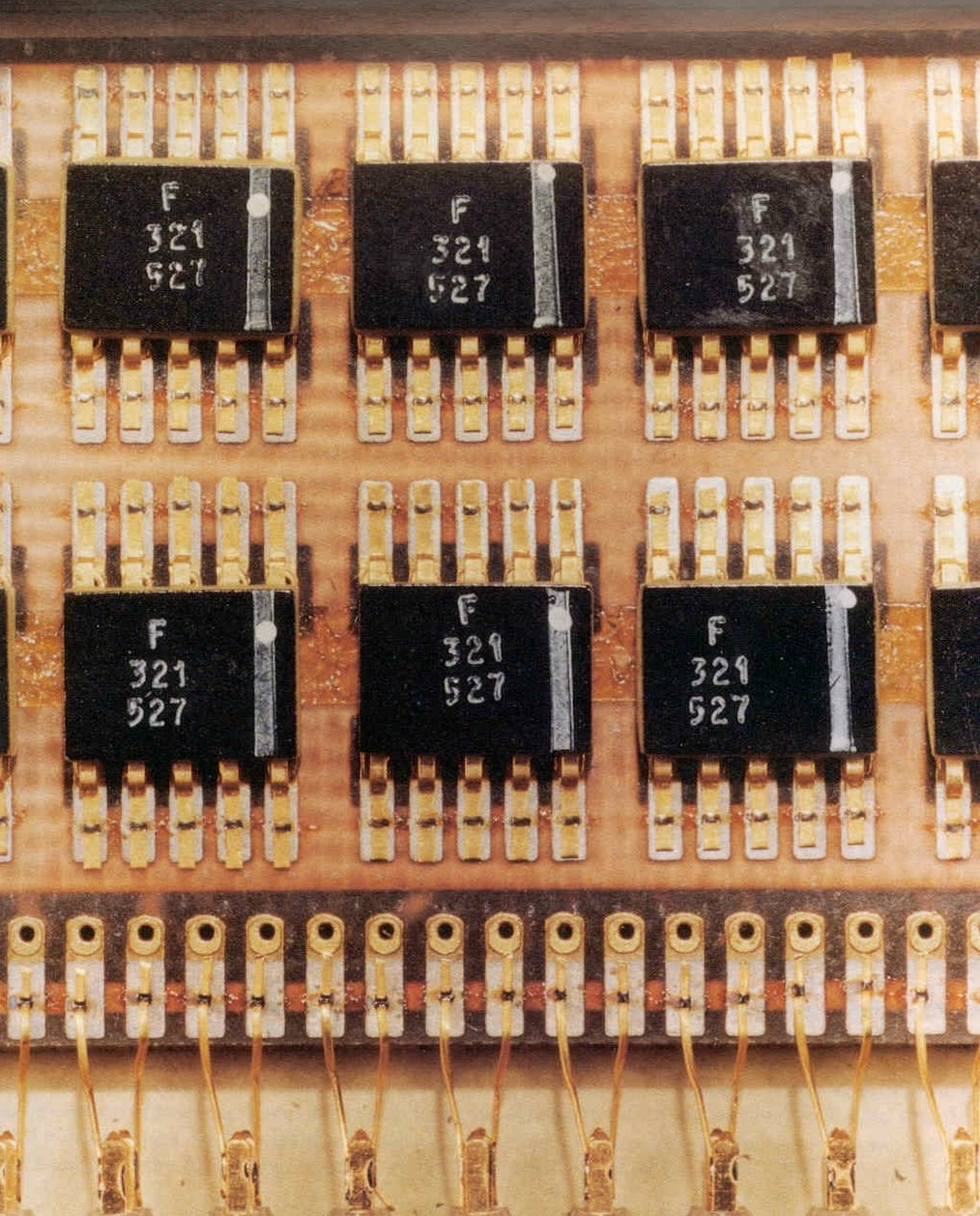
Flatpack RTL NOR gate integrated circuits in the Apollo guidance computer

 حالة (OR) مخرج منخفض 0 يساوي جهد الجامع في وضع التشبع ومخرج مرتفع 1 يساوي +V مطروح منه جهد الجامع في وضع التشبع، بينما هذه الدائرة قدرتها على قيادة دوائر أخرى تساوي صفر fan out=0

### متعدد الترانزيستوراتمنطق مقاومة ترانزستور (RTL)وبوابة اختيارسالبة NOR
القيود المفروضة في حالة منطق مقاومة ترانزستور (RTL)بستخدام ترانزستور واحد  يتم التغلب عليها من قبل  الترانزستور الأخرى في  RTL متعدد الترونسوسترات. وتتكون من مجموعة متوازية من  الترانزستور التبديل يقودها  RTL  موجود على المداخل (انظر إلى الشكل على اليسار). وفي هذه التوزيعة، المدخلات مفصولة تماما وعدد المدخلات  محدود ويدخل في وقع القطع CUT OFF مما يتسبب بخروج المخرج المرتفع 1 وبينما يكون أحد اطرافه في وضع الإشباع يكون المخرج منخفض 0 وهذه الفكرة استخدمة أيضا بعض البوابات الأخرى مثل DCTL, ECL, TTL (7450, 7460), NMOS وCMOS

## مزايا
الميزة الرئيسية لتكنولوجيا  منطق مقاوم ترانزستور RTL  انها  تستخدم عدد اقل من الترانزستورات بالمقارنة مع الدوائر المتكاملة. الترانزستورات كانت أغلى عنصر في  الإنتاج. ومع انخفاض سعر الترانستور قامت  شركات إنتاج الوابات المنطقية  (مثل فيرتشايلد في 1961) بالنتقال إلى دوائر ذات مواصفات أفضل مثل منطق ثنائي-ترانزستور diode–transistor logic ثم إلى منطق ترانزستور ترانزستور – (ابتداء من عام 1963 في سيلفانيا).

## العيوب
عيب RTL هو استهلاكه الكبير للطاقة;  عندما يكون الترانزستور في وضع التشغيل  يستهلك الكثير الطاقة من خلال التيار المار في مقاومة الجامع والقاعدة. ولهذا تتولد حرارة في دوائر  RTL . في المقابل، في دوائر  TTL  مع «الطوطم القطب» بالانجليزي Totem pole يقلل التيار وبدوره يقلل استهلاك الطاقة ويقلل أيضا الحرارة.
و عيب اخر في RTL انه قدرته على شبك دوائر منطقية أخرى في المدخل fan _in قليلة جدا وففي الوضع القياسي فانها تساوي 3 ولذلك فهي تسبب مشكلة  للعديد من تصاميم الدوائر الكهرابائية، كما انها تحتوي  على نسبة منخفضة ضوضاء الهامش NM .

## تسريع RTL
قامت الشركات المختلفة في المحاولة في تسريع RTL
سرعة التبديل في الترانسيستر  قد زادت بشكل كبير  من أول الترانزستور استخدم في  أجهزة الكمبيوترالقديمة وبلقارنة مع الحاسبات في وقتنا  الحاضر. جنرال إلكتريك الترانزستور و هذا يعزى إلى  استخدام ترانزوسترات ذات تردد اعلى، أوالى  المكثفات أو استخدام  صمام  الثنائي بين  القاعدة و  جامع (موازية ردود الفعل السلبية) لمنع تشبع.
قاموا بوضع مكثف على التوازي على المدخل الذي قام بدوره بتقليل الزمن الذي يحتاجه في قيادة الدوائر المنطقية التي تليه وهذا ما يعرف باسم RCTL  و هذا تسبب في عدم استقرار الدائرة المنطقية
و يمكن أيضا زيادة سرعته من خلال رفع الجهد الموجود على الجامع ووضع ديود بين القاعدة والجامع وإضافة مكثف  و هذه الطريقة أيضا استخدمت في DTL .
, وبهذا نكون انتهيانا 
كان معكم اخوكم بالله وبالإنسانية 
احمد وليد الشريف 
من الجامعة الأردنية 
و تحية خاصة إلى الدكتور الفاضل 
د.هاني جملة